# Hawthorne Inn
El Hawthorne Inn  es un hotel histórico ubicado en San Diego, California. El Hawthorne Inn se encuentra inscrito  en el Registro Nacional de Lugares Históricos desde el 30 de marzo de 1982. Graham ,R.A. fue el arquitecto quién diseñó el Hawthorne Inn.

## Ubicación
El Hawthorne Inn se encuentra dentro del condado de San Diego en las coordenadas 32°43′38″N 117°09′46″O / 32.727222, -117.162778.